# Silsilah-ye Band-e Turkistan
 (février 2017).
Si vous disposez d'ouvrages ou d'articles de référence ou si vous connaissez des sites web de qualité traitant du thème abordé ici, merci de compléter l'article en donnant les références utiles à sa vérifiabilité et en les liant à la section « Notes et références ».
La Silsilah-ye Band-e Turkistān est une chaîne de montagnes d'Afghanistan. Celle-ci est située dans les provinces de Bâdghîs, Fâryâb et Sar-é Pol dans le Nord-Ouest du pays, à 400 kilomètres à l'ouest de Kaboul, la capitale. Le point culminant de la Silsilah-ye Band-e Turkistān est le Koh-e Howz-e Kabud, qui atteint 3 530 mètres d'altitude.
Les environs de la Silsilah-ye Band-e Turkistān sont essentiellement constitués de prairies. Les alentours de la montagne sont peu peuplés, avec 11 habitants par km2. Dans cette région règne un climat semi-aride froid. La température annuelle moyenne dans la région est de 10 °C. Le mois le plus chaud est juillet alors que la température moyenne est de 24 °C, et le plus froid est janvier, avec −8 °C La pluviométrie moyenne annuelle est de 352 mm. Le mois le plus pluvieux est mars, avec une moyenne de 104 mm de précipitations, et le plus sec est juillet, avec seulement 1 mm de précipitations.